# Reinaldo Riquelme
Reinaldo Riquelme Aravena (Valparaíso, 12 de agosto de 1934-Villa Alemana, 27 de julio de 2019) fue un futbolista chileno que jugaba como puntero derecho, volante y defensa. Campeón de la Copa Chile con Deportes La Serena en 1960, fue nominado por Fernando Riera a la selección juvenil de 1958 que enfrentó dos veces al First Vienna como preparación para la Copa Mundial de Fútbol de 1962.

## Clubes
| Club               | País  | Año       |
| ------------------ | ----- | --------- |
| Santiago Wanderers | Chile | 1952-1957 |
| Audax Italiano     | Chile | 1958      |
| Deportes La Serena | Chile | 1959-1962 |
| Santiago Wanderers | Chile | 1963-1964 |

## Palmarés

### Campeonatos nacionales
| Título     | Club               | País  | Año  |
| ---------- | ------------------ | ----- | ---- |
| Copa Chile | Deportes La Serena | Chile | 1960 |